# Saló Internacional del Còmic de Barcelona de 2007
El 25è Saló Internacional del Còmic de Barcelona es va celebrar entre el dijous 19 i el diumenge 22 d'abril de 2007 al pavelló nr. 8 de la Fira de Barcelona.
Fou inaugurat per Carmen Calvo, ministra de cultura, Josep-Lluís Carod-Rovira, vicepresident de la Generalitat, i Jordi Hereu, alcalde de Barcelona.
Va comptar amb 132 expositors i una superfície de 16.000 m², 1.000 més que en l'edició anterior i establint un nou rècord de superfície.
La celebració dels 25 anys del Saló va servir per fer un balanç del sector i Carles Santamaría, director del Saló, va destacar que «la indústria del còmic mou 100 milions d'euros anuals i el 95% està a Catalunya». Respecte al 1981, any en el qual va néixer el Saló, la indústria del còmic destacava per la seva diversificació, amb l'aparició de gèneres com el manga, còmics d'humor, de contingut polític, la novel·la gràfica, etc. Aquesta diversitat es va poder observar al Saló en l'exposició dedicada a la relació entre novel·la negra i còmic, o la dedicada al gènere còmic.
La gran novetat fou la presentació en primícia mundial del darrer àlbum d'Astèrix, un còmic en homenatge al 80è aniversari d'Albert Uderzo, el pare d'Astèrix. El còmic, titulat Astèrix i els seus amics, fou editat simultàniament en català i en castellà i s'avançava a l'estrena a França prevista pel 25 d'abril, dia del 80è aniversari d'Uderzo. El còmic compta amb la participació de 34 autors internacionals que interpreten en les seves històries als herois gals. Entre els diversos autors, hi consten David Lloyd, Milo Manara o Forges. La filla del pare d'Astèrix, Sylvie Uderzo, no va faltar a l'acte de presentació a Barcelona.
El Saló va tancar les portes amb un nou rècord d'assistència, que va arribar als 100.000 visitants. Aquest increment de públic va suposar 5.000 visitants més que en l'anterior edició.

## Cartell
Ficomic va encarregar el cartell promocional de l'especial 25a edició del Saló a Miguel Gallardo, un autor molt vinculat al Saló des del seu naixement el 1981. Era la tercera vegada que Gallardo dissenyava el cartell, ja que ja ho havia fet a l'edició de 1981 i 1993. El cartell mostra a un autor en ple procés creatiu. Està assegut davant del seu cavallet, proveït d'un pot de tinta i pinzell, i dibuixa una pàgina de còmic. La resta del cartell és buit. Segons Gallardo, li va costar molt imposar la seva simple il·lustració sense que li canviessin res, però finalment es va poder imposar. La qualitat de la il·lustració va quedar palesa uns anys més tard, quan el cartell fou presumptament plagiat. La polèmica va sorgir arran de la "Ruta de la Tapa" de 2009 de la localitat de Chiclana de la Frontera. L'autor del cartell de l'esdeveniment havia canviat el cavallet per una tauleta i el pot de tinta per una copa, deixant la resta del cartell de Gallardo gairebé igual.

## Exposicions

### Exposicions centrals
- Els tebeos valencians. Exposició sobre còmic valencià, la comunitat invitada de la 25a edició del Saló. Va exposar originals de gairebé 50 autors i incloure sèries com Roberto Alcázar y Pedrín, El guerrero del antifaz i revistes com Pumby, Jaimito o Mariló. Entre els autors, hi havia Daniel Torres, Sento, Micharmut, Mariscal i Mique Beltrán, protagonistes de l'anomenada Nova Escola Valenciana.[7]
- Astèrix i els seus amics. Exposició que va mostrar en primícia mjundial les il·lustracions originals del nou còmic Astèrix i els seus amics en homenatje al 80è aniversari d'Albert Uderzo. L'exposició va reproduir l'escenografia pròpia del poblat gal del món dels còmics d'Astèrix.[7]
- El gènere negre entre vinyetes. Exposició que va analitzar les relacions entre el còmic i la novel·la negra. Mostrà els còmics més significatius del gènere policíac, amb gran presència d'originals de clàssics nord-americans com The Spirit de Will Eisner o Secret Agent X-9 de Dashiell Hammett i Alex Raymod. A nivell autòcton, hi va haver mostres de pàgines de la sèrie Torpedo 1936 de Jordi Bernet i Enrique Sánchez Abulí, a més de Kraken, també de Bernert, amb guió d'Antonio Segura. Altres còmics inclosos foren el clàssic Alack Sinner, de Muñoz i Sampayo. Finalment, la mostra va fer especial atenció a les adaptacions de novel·les negres al còmic, com la saga del detectiu Néstor Burma, de Léo Malet, adaptada al còmic per Jacques Tardi o The Big Sleep (La gran dormida) de Raymond Chandler, adaptada pel guionista Andreu Martín amb dibuix de Luis Bermejo.[5]
- 30 anys de la revista El Jueves. Exposició que va repassar els 30 anys de la revista d'humor El Jueves.
- 300. Exposició dedicada a la novel·la gràfica 300, de Frank Miller. El 2001, l'obra havia obtingut el Premi a la Millor Obra Estrangera del Saló.
- Historieta de Catalunya. Exposició sobre el còmic històric català, que va mostrar pàgines i vinyetes d'autors que han tractat la història de Catalunya. La mostra va incloure diversos treballs d'Oriol Garcia, originals de la sèrie sobre els almogàvers de Víctor Mora i Jesús Blanco o pàgines de la història de Catalunya de Jan i Efepé.[5]
- 25 anys de l'Escola de Còmics Joso. Exposició en homenatge a l'Escola de Còmics Joso, que celebrava el seu 25è aniversari[5]

### Exposicions dels guanyadors del Saló del Còmic de 2006
- Víctor de la Fuente. Exposició en homenatge al dibuixant Víctor de la Fuente, guanyador del Gran Premi del Saló de 2006.
- Pablo Auladell. Exposició dedicada a Pablo Auladell, proclamat autora revelació de 2006 amb el còmic La torre blanca.
- Blacksad. Exposició dedicada al còmic Blacksad, del duo Díaz Canales i Guarnido. El còmic fou guanyador del premi a la millor obra i del premi al millor dibuix de 2006.

### Exposicions fora del recinte firal
- Com ser Miguel Gallardo. Exposició retrospectiva dedicada a Miguel Gallardo. La mostra va fer un repàs a la llarga trajectòria de l'autor, des de Makoki fins a les il·lustracions de Gallardo per La Vanguardia. Ubicació: Biblioteca Tecla Sala. Des del 19 fins al 30 d'abril.

## Palmarès
La gran triomfadora de la 25a edició del Saló fou l'obra Bardín el superrealista de Max, que es va emportar el total de tres guardons als quals espirava: Millor obra, Millor dibuix i Millor guió. A més, el premi a la Millor revista va recaure a Nosotros Somos Los Muertos, també de Max.

### Gran Premi del Saló
Premi atorgat en reconeixement de tota una trajectòria professional. Dotat amb 6.000 euros.
- Miguelanxo Prado

### Millor obra
Premi dotat amb 3.000 euros.
| Títol                     | Autor           | Editorial          |
| ------------------------- | --------------- | ------------------ |
| Bardín el superrealista   | Max             | La Cúpula          |
| El Banyan Rojo            | Carlos Vermut   | Dibbuks            |
| La casa del muerto        | Keko            | Edicions de Ponent |
| La tetería del oso malayo | David Rubín     | Astiberri          |
| Nuestra Guerra Civil      | Diversos autors | Ariadna            |

### Millor obra estrangera
Premi sense dotació econòmica.
| Títol                               | Títol original                            | Autor         | Editorial       | País         |
| Ice Haven                           | Ice Haven                                 | Daniel Clowes | Reservoir Books | Estats Units |
| Apuntes para una historia de guerra | Appunti per una storia di guerra          | Gipi          | Sins entido     | Itàlia       |
| Bone                                | Bone                                      | Jeff Smith    | Astiberri       | Estats Units |
| Los combates cotidianos 3           | Ce qui est précieux (Le combat ordinaire) | Manu Larcenet | Norma           | França       |
| Metralla                            | Exit Wounds                               | Rutu Modan    | Sins entido     | Israel       |

### Autor revelació
Premi dotat amb 3.000 euros.
| Autor           | Títol                     | Editorial |
| --------------- | ------------------------- | --------- |
| David Rubín     | La tetería del oso malayo | Astiberri |
| Alberto Vázquez | Psiconautas               | Astiberri |
| Carlos Vermut   | El Banyan Rojo            | Dibbuks   |
| Javier de Isusi |                           |           |
| Sonia Pulido    |                           |           |

### Millor fanzine
Premi dotat amb 1.200 euros.
| Títol                      |
| -------------------------- |
| Barsowia                   |
| Fanzine Enfermo            |
| Malavida                   |
| Monja Jamón                |
| Puñetas desde el Atlántico |

### Millor dibuix
Premi dotat amb 3.000 euros.
| Títol                     | Autor           | Editorial          |
| ------------------------- | --------------- | ------------------ |
| Bardín el superrealista   | Max             | La Cúpula          |
| El Banyan Rojo            | Carlos Vermut   | Dibbuks            |
| La casa del muerto        | Keko            | Edicions de Ponent |
| La tetería del oso malayo | David Rubín     | Astiberri          |
| Psiconautas               | Alberto Vázquez | Astiberri          |

### Millor guió
Premi dotat amb 3.000 euros.
| Títol                     | Autor         | Editorial          |
| ------------------------- | ------------- | ------------------ |
| Bardín el superrealista   | Max           | La Cúpula          |
| El Banyan Rojo            | Carlos Vermut | Dibbuks            |
| El viaje de Gasparetto    | Luis Durán    | Dolmen             |
| La casa del muerto        | Keko          | Edicions de Ponent |
| La tetería del oso malayo | David Rubín   | Astiberri          |

### Millor revista
Premi dotat amb 1.200 euros.
| Títol                             | Editorial |
| --------------------------------- | --------- |
| NSLM (Nosotros Somos Los Muertos) |           |
| Dibus                             |           |
| Dolmen                            |           |
| Dos Veces Breve                   |           |
| Humo                              |           |

### Millor divulgació
| Llista de nominats |
| ------------------ |
| Antoni Guiral      |
| Jordi Costa        |
| Manuel Darias      |
| Miradas 2          |
| Álvaro Pons        |

## Invitats
Entre els autors convidats va destacar la presència d'autors internacionals com Joe Sacco, Steve McNiven, Howard Chaykin, Enrique Breccia, Jimmy Palmiotti, Christophe Blain, Enki Bilal, Gilbert Shelton, Michael Farr, Vuillemin, Richard Malka, Lorenzo Mattotti i Karlien De Villiers.